# Sân bay Szeged
Sân bay Szeged (ICAO: LHUD) là một sân bay phục vụ Szeged, một thành phố ở [[hạt Csongrád, Hungary. Sân bay có cự ly 5 kilômét (3 NM) về phía tây thành phố.
Sân bay này nằm ở độ cao 80 m trên mực nước biển. Đường băng bề mặt asphalt 16R/34L có kích thước 1185 x 30 mét. Sân bay này có hai đường băng bề mặt cỏ: 16L/34R kích thước 1.177 nhân 50 mét (3.862 ft × 164 ft) và 09/27 có kích thước 610 nhân 50 mét (2.001 ft × 164 ft).